# 沙布利
沙布利（法語：Chablis，發音：[ʃabli] ⓘ），法国中北部城市，勃艮第-弗朗什-孔泰大区约讷省的一个市镇，隶属于欧塞尔区，其市镇面积为38.83平方公里，2022年1月1日时人口数量为2,151人，在法国市镇中排名第5,097位。
沙布利位于约讷省中东部，瑟兰河畔，是一个区域性的中心城市，因当地出产的沙布利白葡萄酒而闻名。

## 地名来源

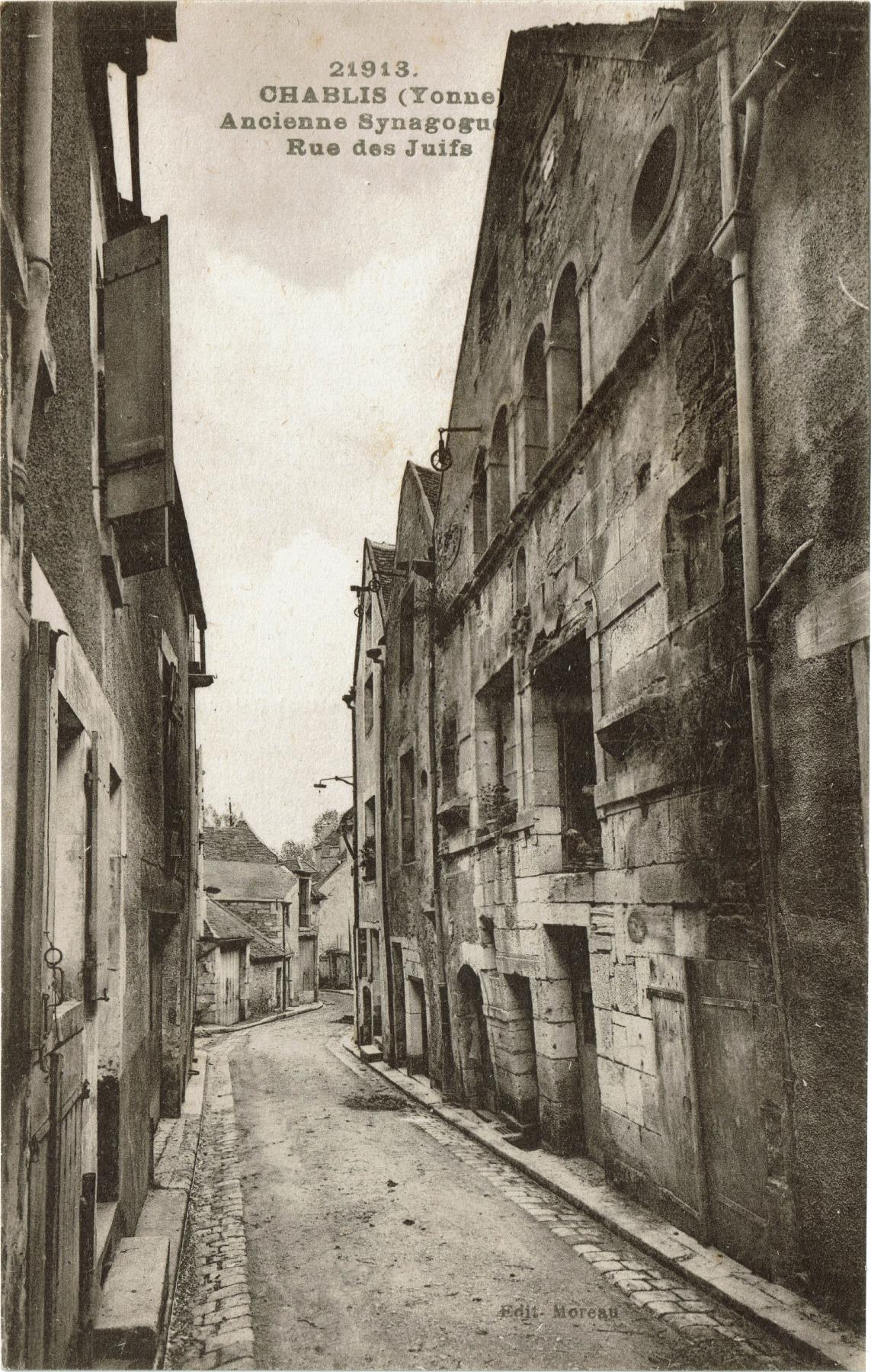
20世纪初的沙布利

根据当地官方网站的论述，“Chablis”一名出自两个凯尔特语单词“cab”和“leya”，分别意为“房屋”和“靠近林地的”。

## 历史
沙布利的早期历史尚不清楚。根据当地官方网站的论述，沙布利始建于古典时期，彼时该地已出现葡萄酒种植园。图密善执政期间，沙布利的葡萄酒田被毁，后在马库斯·奥里利乌斯·普罗布斯在位期间得以复种。中世纪时，沙布利长期为勃艮第的一处领地，皮赛地区丰特努瓦战役后，胜利者秃头查理在沙布利创建了一座纪念圣人玛丽的教堂。公元867年，马尔穆捷修道院的道士为躲避维京人而曾避难于沙布利，他们在此修建了圣马丁教堂。1114年，欧塞尔主教马孔的于格在沙布利附近修建蓬蒂尼修道院。此后，在熙笃会道士的经营下，沙布利葡萄酒得以大面积种植。1405年，沙布利城墙建成。1455年，沙布利葡萄酒开始销往勃艮第以外的地区，而得益于葡萄酒贸易发展，至中世纪末沙布利已成为一座超过4,000人口的重要城镇。法国大革命后，沙布利成为约讷省的一个市镇。19世纪以来，沙布利葡萄酒种植园曾多次遭遇根瘤蚜疫情及寒潮袭击，自20世纪中后期以来，当地葡萄酒种植业趋于稳定。1972年，菲耶（Fyé）、米伊（Milly）和潘希（Poinchy）三个市镇并入沙布利。

## 地理

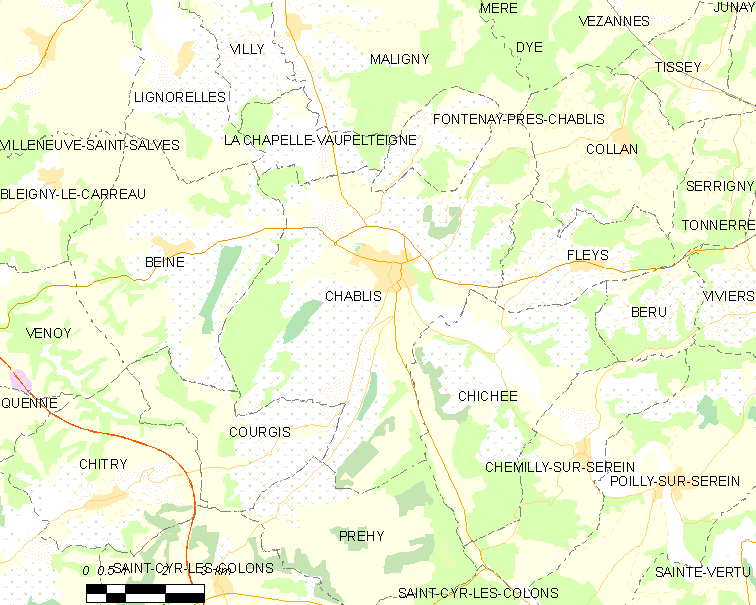
沙布利市镇范围地图

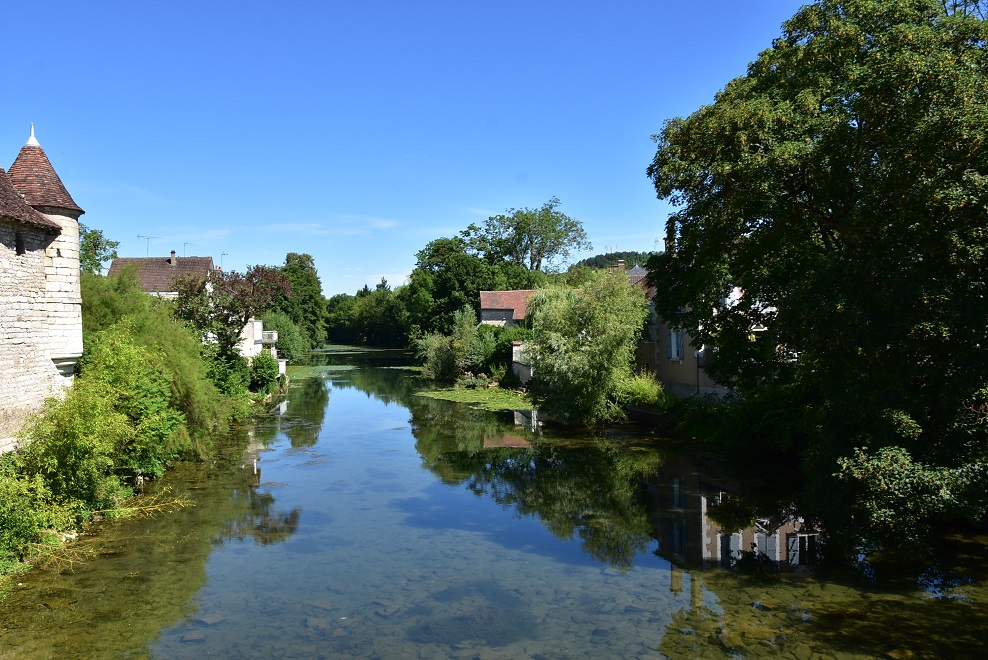
瑟兰河沙布利段

沙布利位于法国中北部，勃艮第-弗朗什-孔泰大区西北部和约讷省中东部，距离省会欧塞尔大约20公里。与沙布利接壤的市镇包括：贝讷、希谢、科朗、库尔吉、弗莱、沙布利附近丰特奈、马利尼、拉沙佩勒沃佩尔泰涅和普雷伊。

### 地形
沙布利位于欧塞尔地区东部腹地，境内以浅丘和缓丘为主，市镇中心位于一处地势较为平坦的河谷地带，东北侧和西南侧为坡地，全境海拔在126到311米之间。

### 水文
沙布利位于塞纳河流域范围内，瑟兰河自东南向西北流经市区东侧，该河在沙布利市中心还有一条水道。

### 植被
沙布利属于温带阔叶混交林区，林地主要集中于河流附近，同时也散落分布于市镇范围内的多个区域，当地的大部分山麓地带被开辟为葡萄酒种植园。
在鲜花城市的评比中，沙布利被评为3星级鲜花城市。

### 气候
沙布利在柯本气候分类法中属于带有一定大陆性气候特征的温带海洋性气候（Cfb）。
沙布利境内设有气象站，以下为该气象站的数据（其中日照数据取自欧塞尔气象站）：
| 沙布利 1981年－2019年 | 沙布利 1981年－2019年 | 沙布利 1981年－2019年 | 沙布利 1981年－2019年 | 沙布利 1981年－2019年 | 沙布利 1981年－2019年 | 沙布利 1981年－2019年 | 沙布利 1981年－2019年 | 沙布利 1981年－2019年 | 沙布利 1981年－2019年 | 沙布利 1981年－2019年 | 沙布利 1981年－2019年 | 沙布利 1981年－2019年 | 沙布利 1981年－2019年 |
| 月份                  | 1月                   | 2月                   | 3月                   | 4月                   | 5月                   | 6月                   | 7月                   | 8月                   | 9月                   | 10月                  | 11月                  | 12月                  | 全年                  |
| --------------------- | --------------------- | --------------------- | --------------------- | --------------------- | --------------------- | --------------------- | --------------------- | --------------------- | --------------------- | --------------------- | --------------------- | --------------------- | --------------------- |
| 历史最高温 °C（°F）   | 16.9 (62.4)           | 21.9 (71.4)           | 27.3 (81.1)           | 30.4 (86.7)           | 33.1 (91.6)           | 39.4 (102.9)          | 39.5 (103.1)          | 41.8 (107.2)          | 34.4 (93.9)           | 30.5 (86.9)           | 24.1 (75.4)           | 18.6 (65.5)           | 41.8 (107.2)          |
| 平均高温 °C（°F）     | 6.7 (44.1)            | 8.4 (47.1)            | 12.6 (54.7)           | 16.2 (61.2)           | 20.5 (68.9)           | 23.8 (74.8)           | 26.8 (80.2)           | 26.4 (79.5)           | 22 (72)               | 17 (63)               | 10.7 (51.3)           | 7.3 (45.1)            | 16.5 (61.7)           |
| 日均气温 °C（°F）     | 3.5 (38.3)            | 4.2 (39.6)            | 7.4 (45.3)            | 10 (50)               | 14.2 (57.6)           | 17.4 (63.3)           | 19.8 (67.6)           | 19.5 (67.1)           | 15.8 (60.4)           | 12.1 (53.8)           | 6.9 (44.4)            | 4.2 (39.6)            | 11.3 (52.3)           |
| 平均低温 °C（°F）     | 0.2 (32.4)            | −0.1 (31.8)           | 2.1 (35.8)            | 3.9 (39.0)            | 7.9 (46.2)            | 10.9 (51.6)           | 12.8 (55.0)           | 12.6 (54.7)           | 9.7 (49.5)            | 7.1 (44.8)            | 3.2 (37.8)            | 1.1 (34.0)            | 6 (43)                |
| 历史最低温 °C（°F）   | −24.2 (−11.6)         | −20.3 (−4.5)          | −15.1 (4.8)           | −6 (21)               | −2.4 (27.7)           | −0.5 (31.1)           | 2 (36)                | 1.5 (34.7)            | −2 (28)               | −7 (19)               | −11.6 (11.1)          | −19.1 (−2.4)          | −24.2 (−11.6)         |
| 平均降水量 mm（）     | 60.4 (2.38)           | 50.9 (2.00)           | 54.2 (2.13)           | 60.2 (2.37)           | 71 (2.8)              | 62.1 (2.44)           | 62.2 (2.45)           | 53.4 (2.10)           | 62.8 (2.47)           | 73.5 (2.89)           | 63.2 (2.49)           | 67 (2.6)              | 740.9 (29.17)         |
| 月均日照時數          | 64.4                  | 85.6                  | 139.7                 | 175.3                 | 200.1                 | 215.9                 | 233.2                 | 224.2                 | 176.4                 | 118.4                 | 64.2                  | 51.4                  | 1,748.8               |
| 来源：infoclimat.fr   |                       |                       |                       |                       |                       |                       |                       |                       |                       |                       |                       |                       |                       |

## 行政区划
沙布利的市镇编号为89068，邮政编号为89800。
在行政管理方面，沙布利隶属于法国勃艮第-弗朗什-孔泰大区约讷省欧塞尔区；在地方选举方面，沙布利是沙布利县的中央投票站所在地，其市镇范围全境被划入约讷省第二选区；在社会管理方面，沙布利是沙布利村落和土地市镇公共社区的办公驻地。
截至2024年6月，沙布利市镇范围内暂无任何城市敏感街区及城市政策优先街区。
法国国家统计与经济研究所（简称“INSEE”）在进行数据统计时，将沙布利市镇单独设为沙布利城市核心区（Unité urbaine de Chablis），但未将沙布利划入任何城市区（Aire urbaine）。自2020年起，沙布利被划入包含7个市镇的沙布利城市辐射区。此外，INSEE还将沙布利市镇整体看作一个“块区”（IRIS），以便于统计人口分布情况。

## 交通

### 公路
约讷省省道D35线、D45线、D91线、D131线、D150线、D162线、D391线、D461线和D965线在沙布利境内交汇。勃艮第-弗朗什-孔泰大区城际客运（商业名称为“Mobigo”）804线经停沙布利，可通往欧塞尔和托内尔。
| 20 | 13 |

| 欧塞尔 | 21 |

| 托内尔 | 17 |

| 尼特里 | 18 |

2020年，64.5%的沙布利家庭拥有至少一辆私人汽车。2021年，沙布利境内共发生各类交通事故1起，造成1人重伤。

### 铁路
沙布利位于瑟兰河地方铁路上，该铁路已于1951年废弃。
距离沙布利最近的运营中的客运铁路车站为17公里外的托内尔站，该站停靠往返于巴黎和里昂之间的区域列车。

### 航空
沙布利距离巴黎-奥利机场的公路里程大约177公里。

### 城市公共交通
截至2024年7月，沙布利暂无城市公共交通系统。

## 政治

### 市政内阁

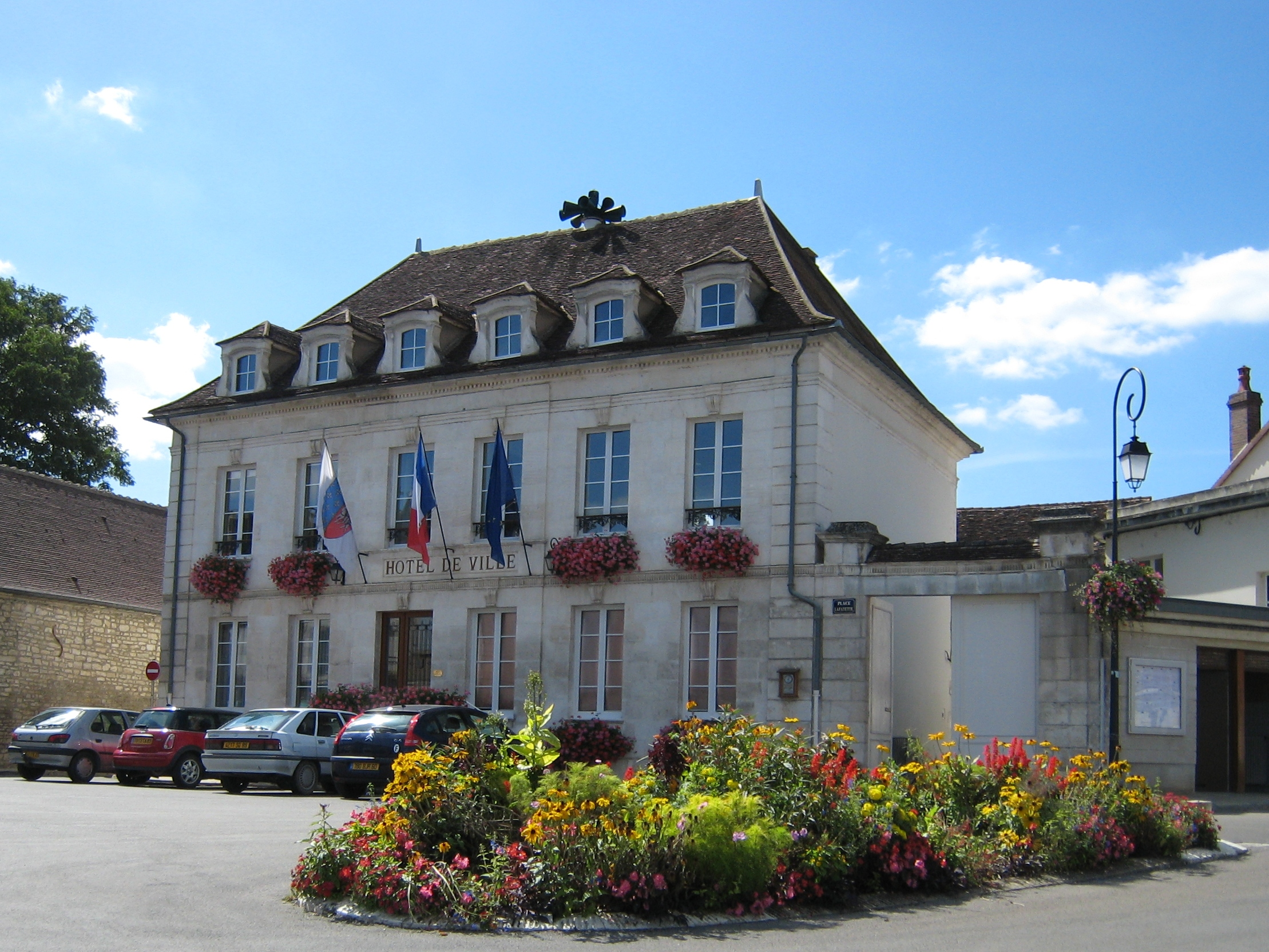
沙布利市政厅

沙布利的现任市长为玛丽-若泽·瓦扬女士（Marie-José VAILLANT），她是一名右翼无党派人士，在2020年的市政选举中获得了100.00%的支持率（无其他候选人）。
| 沙布利历届市长 | 沙布利历届市长                     | 沙布利历届市长                             |
| 任期           | 市长                               | 党派                                       |
| -------------- | ---------------------------------- | ------------------------------------------ |
| 1945年－1949年 | Raymond RASSINIER 雷蒙·拉西尼耶    | 不详                                       |
| 1949年－1966年 | Louis PROTAT 路易·普罗塔           | MRP人民共和运动                            |
| 1966年－1970年 | Robert VOCORET 罗贝尔·沃科雷       | 不详                                       |
| 1970年－1971年 | Jacques MORAND 雅克·莫朗           | 不详                                       |
| 1971年－1977年 | Louis PROTAT 路易·普罗塔           | DVD右翼无党派人士                          |
| 1977年－1988年 | Georges MAINGONAT 乔治·曼戈纳      | 無黨籍                                     |
| 1988年－2001年 | Louis BORDET 路易·博尔代           | 不详                                       |
| 2001年－2017年 | Patrick GENDRAUD 帕特里克·让德罗   | UDI民主人士和独立人士联盟 →Centriste中间派 |
| 2017年－       | Marie-José VAILLANT 玛丽-若泽·瓦扬 | DVD右翼无党派人士                          |

### 各级选举
| 沙布利历届投票选举结果 | 沙布利历届投票选举结果 | 沙布利历届投票选举结果 | 沙布利历届投票选举结果 | 沙布利历届投票选举结果            | 沙布利历届投票选举结果 | 沙布利历届投票选举结果 | 沙布利历届投票选举结果            | 沙布利历届投票选举结果 | 沙布利历届投票选举结果 |
| 选举项目               | 选举范围               | 选区单位               | 选区单位内的选举结果   | 选区单位内的选举结果              | 选区单位内的选举结果   | 选区单位内的选举结果   | 选区单位内的选举结果              | 选区单位内的选举结果   | 参考资料               |
| 选举项目               | 选举范围               | 选区单位               | 第一轮胜出者           | 第一轮胜出者                      | 支持率                 | 第二轮胜出者           | 第二轮胜出者                      | 支持率                 | 参考资料               |
| ---------------------- | ---------------------- | ---------------------- | ---------------------- | --------------------------------- | ---------------------- | ---------------------- | --------------------------------- | ---------------------- | ---------------------- |
| 2017年法國總統選舉     | 法國                   | 市镇                   |                        | 玛丽娜·勒庞                       | 27.21%                 |                        | 埃马纽埃尔·马克龙                 | 55.65%                 | [ 25 ]                 |
| 2017年法国立法选举     | 约讷省第二选区         | 市镇                   |                        | 让-伊夫·科莱                      | 38.73%                 |                        | 安德烈·维利耶                     | 51.16%                 | [ 25 ]                 |
| 2019年欧洲议会选举     | 法國                   | 市镇                   |                        | 若尔丹·巴尔代拉                   | 26.04%                 | （不适用）             | （不适用）                        | （不适用）             | [ 27 ]                 |
| 2021年法国省级选举     | 约讷省                 | 县                     |                        | 茜尔维·沙尔皮尼翁 帕特里克·让德罗 | 53.04%                 |                        | 茜尔维·沙尔皮尼翁 帕特里克·让德罗 | 73.32%                 | [ 28 ] [ 29 ]          |
| 2021年法国省级选举     | 约讷省                 | 市镇                   |                        | 茜尔维·沙尔皮尼翁 帕特里克·让德罗 | 69.89%                 |                        | 茜尔维·沙尔皮尼翁 帕特里克·让德罗 | 80.09%                 | [ 28 ] [ 29 ]          |
| 2021年法国大区选举     |                        | 市镇                   |                        | 玛丽-吉特·迪费                    | 30.02%                 |                        | 玛丽-吉特·迪费                    | 36.49%                 | [ 30 ]                 |
| 2022年法国总统选举     | 法國                   | 市镇                   |                        | 玛丽娜·勒庞                       | 32.21%                 |                        | 埃马纽埃尔·马克龙                 | 54.85%                 | [ 25 ]                 |
| 2022年法国立法选举     | 约讷省第二选区         | 市镇                   |                        | 安德烈·维利耶                     | 38.65%                 |                        | 安德烈·维利耶                     | 60.41%                 | [ 25 ]                 |
| 2024年欧洲议会选举     | 法國                   | 市镇                   |                        | 若尔丹·巴尔代拉                   | 37.82%                 | （不适用）             | （不适用）                        | （不适用）             | [ 25 ]                 |

## 人口
2021年，沙布利市镇人口数量为2,145，在法国排名第5,097位。其中男性1,044人，女性1,127人，75岁及以上人口占9.8%，外籍人口数量为129人，人口密度为55人/平方公里，当地居民被称为（男性）或（女性）。2022年，沙布利境内出生14人，死亡人口42人。
| 沙布利1901年－2021年人口变化情况 |
|                                  |
| 数据来源：Cassini、INSEE         |

## 经济

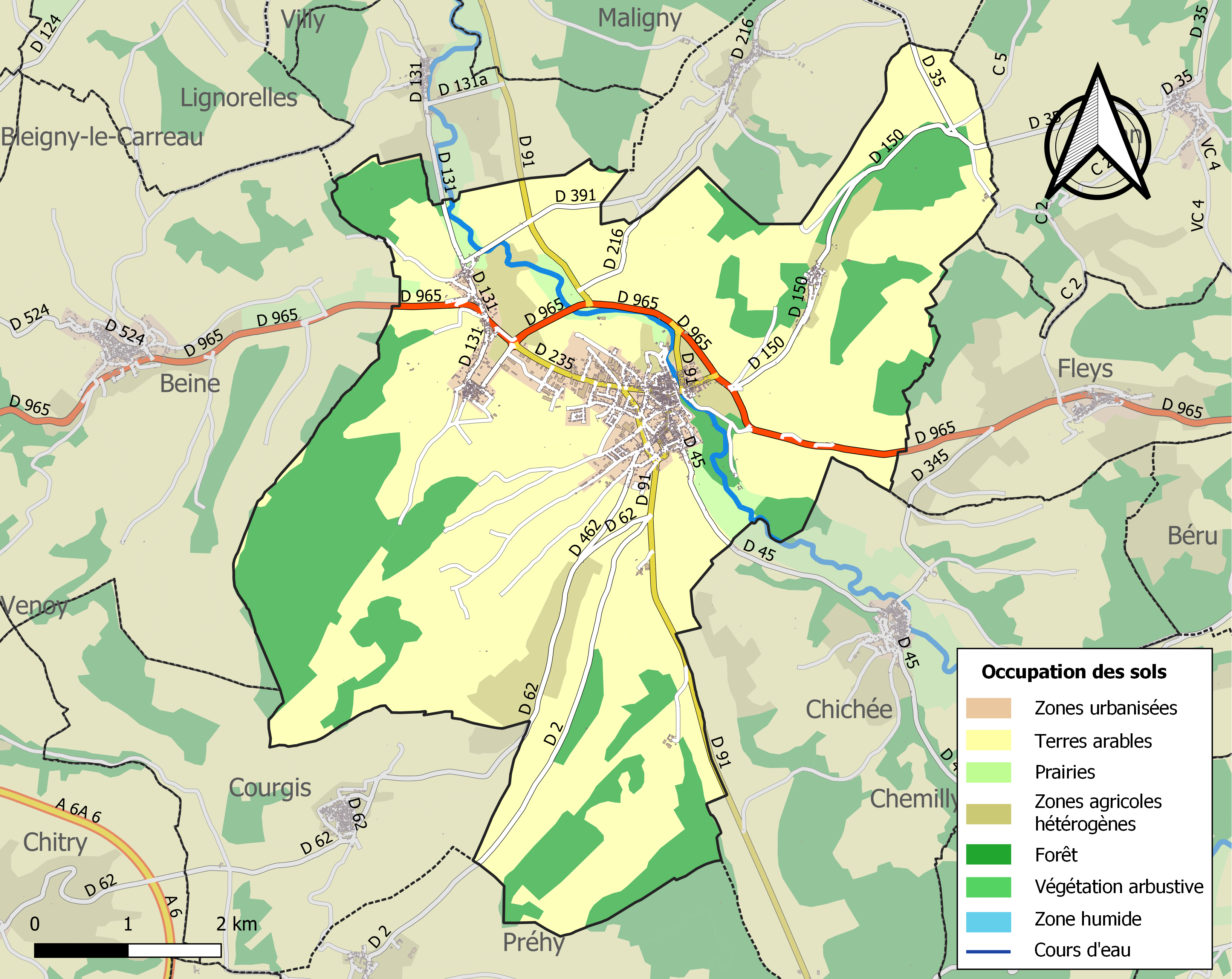
沙布利土地利用情况地图

沙布利是一个区域性的中心城市。截至2024年7月，沙布利市镇范围内共有各类用人单位（包含自雇）739家，平均历史为21年，其中96.54%为中小型企业（PME），2024年5月至7月间，当地的经济活力指数为0。（管理咨询）、（五金销售）及（葡萄酒酿制）是当地2022年营业额最高的三个企业，分别为4,378,776欧元、4,101,874欧元和2,948,751欧元。

## 财政与居民收入
2022年，沙布利的财政收入总额为3,722,230欧元，财政支出总额为2,730,800欧元，当年的债务总额为1,317,430欧元。2022年，沙布利市镇通过增值税获得177,900欧元的收入，此外当地还共获得了92,770欧元的国家直接财政补助。
| 沙布利居民收入情况                               | 沙布利居民收入情况 | 沙布利居民收入情况    | 沙布利居民收入情况 |
| 内容                                             | 沙布利             | 法国                  | 统计年份           |
| ------------------------------------------------ | ------------------ | --------------------- | ------------------ |
| 征税家庭总数                                     | 1,009              | 1,081（法国市镇平均） | 2022年             |
| 居民平均月收入                                   | 2,197欧元          | 2,435欧元             | 2022年             |
| 高级职员人均月收入                               | 3,515欧元          | 4,331欧元             | 2021年             |
| 中级职员人均月收入                               | 2,556欧元          | 2,470欧元             | 2021年             |
| 普通职员人均月收入                               | 1,720欧元          | 1,801欧元             | 2021年             |
| 贫困率                                           | 10%                | 14.5%                 | 2020年             |
| 青壮年（15至64岁）失业率                         | 7.3%               | 7.4%                  | 2020年             |
| 征税家庭数量占比                                 | 51.9%              | 45.5%                 | 2020年             |
| 家庭年均纳税                                     | 6,053欧元          | 4,393欧元             | 2022年             |
| 资料来源：INSEE、L'Internaute、Le Journal du Net |                    |                       |                    |

## 社会事务

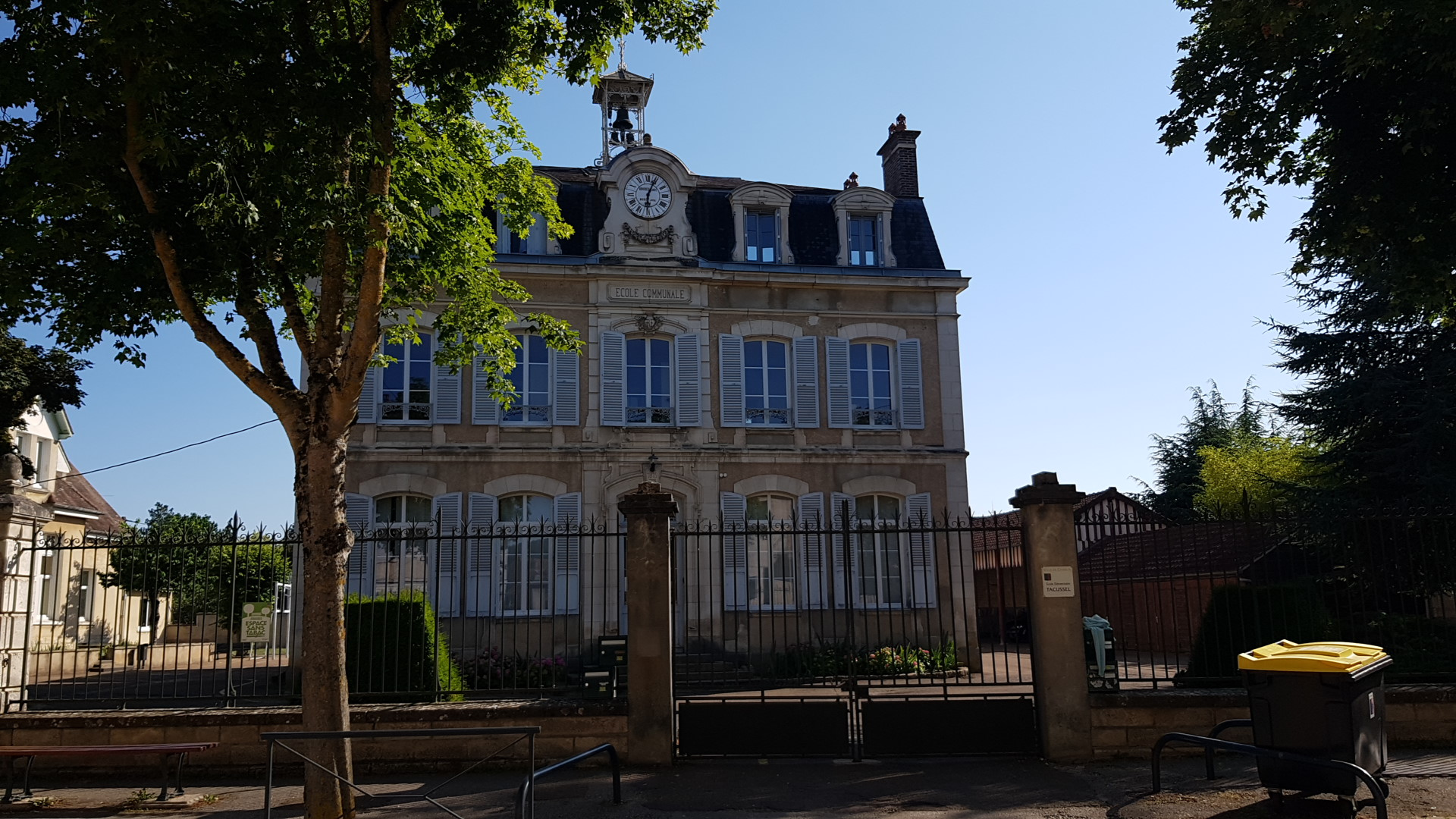
沙布利的一所学校

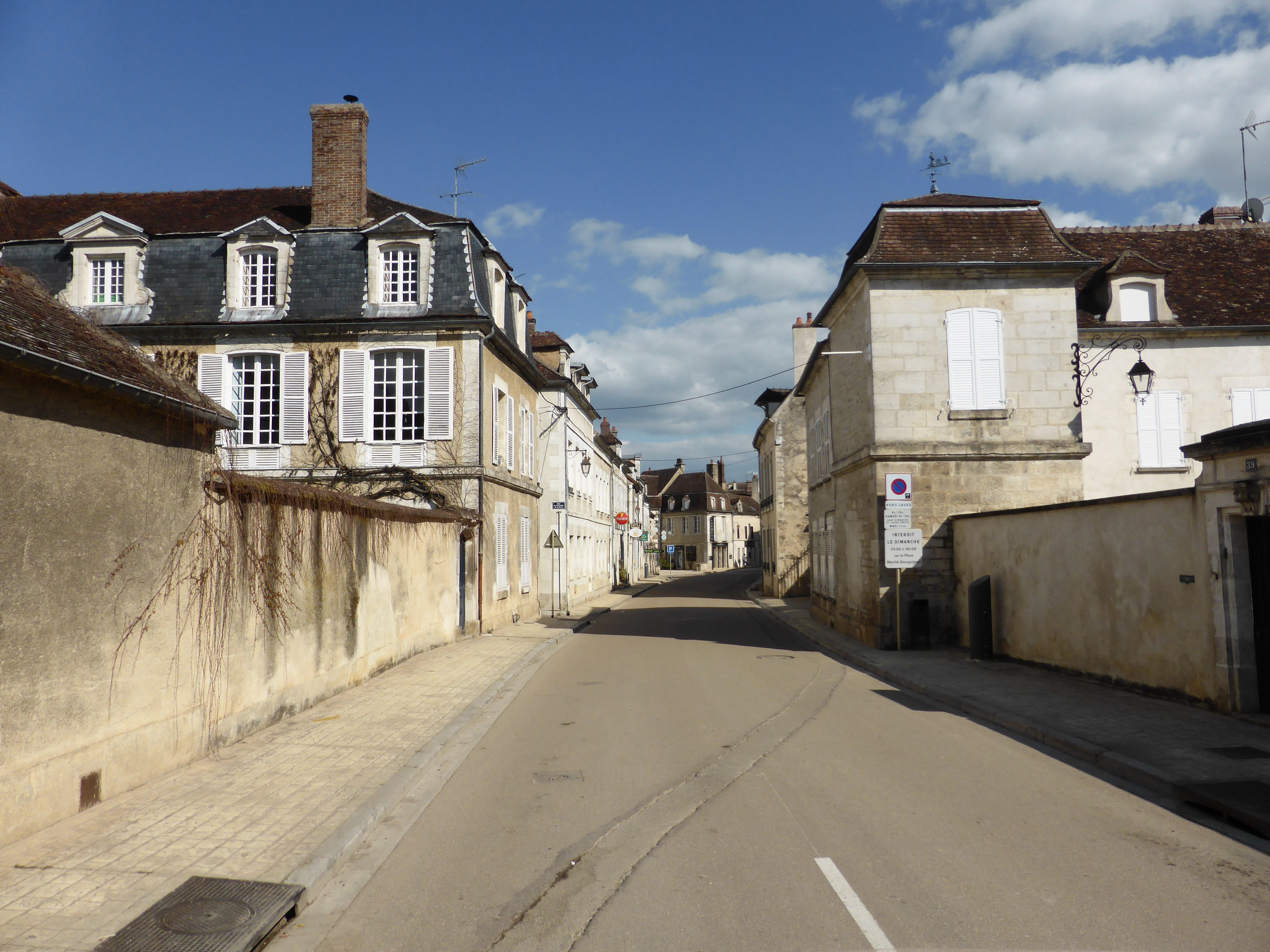
朱尔·菲利普街

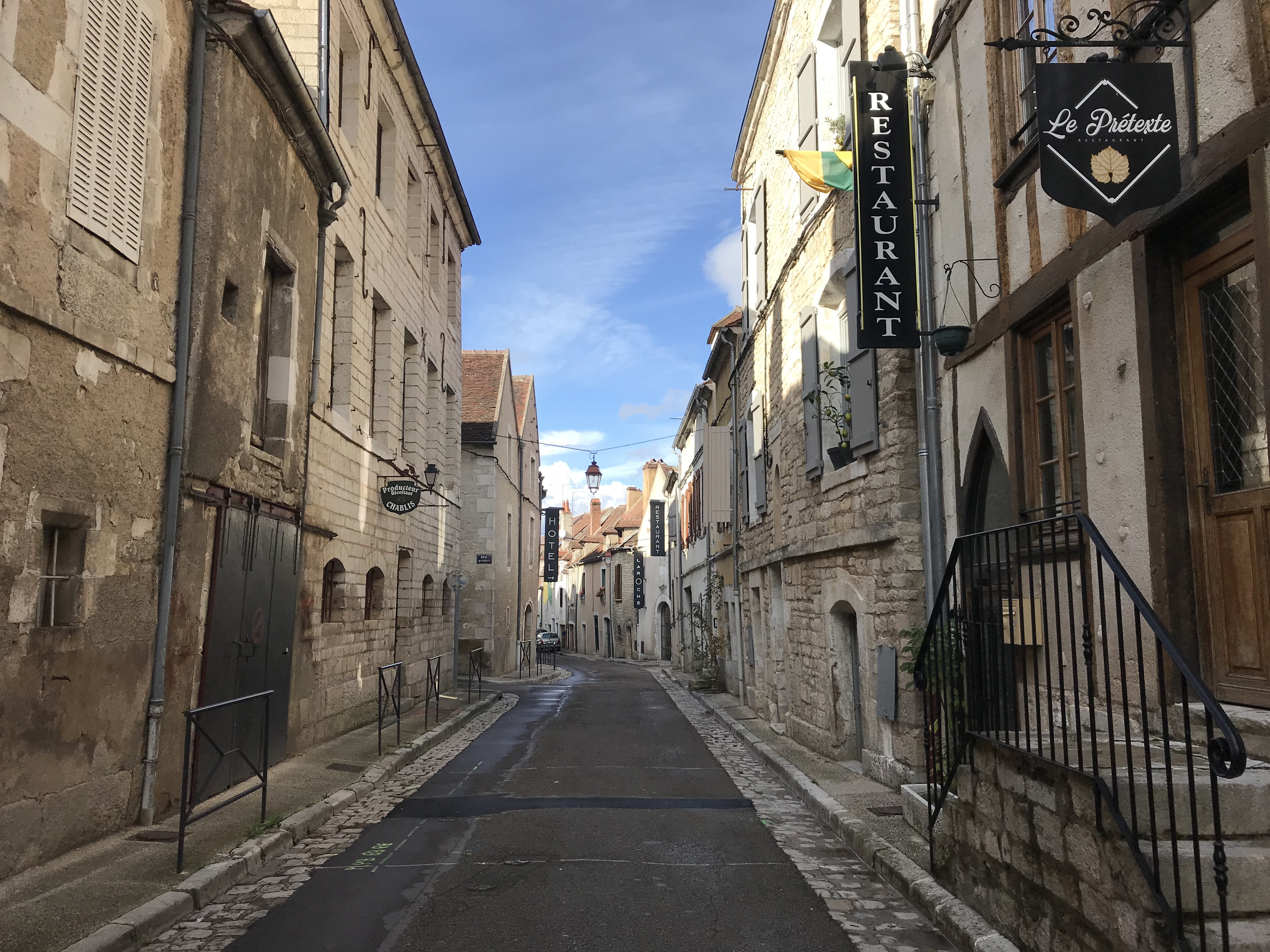
磨坊街

### 教育
沙布利属于第戎学区。截至2021年1月1日，沙布利境内共有1所幼儿园、1所小学和1所初级中学。2022至2023学年度，沙布利境内共有在校中等教育阶段学生388名。

### 医疗
截至2021年1月1日，沙布利境内共有全科医生3名、保健师1名、牙医1名、护士5名和助产士1名。境内共有药房1家、养老院1家。
距离沙布利最近的区域性医疗机构为欧塞尔中心医院（Centre Hospitalier d'Auxerre），其主病区医院位于欧塞尔市区西部，距离沙布利市区的正常车程大约26分钟，该院设有床位572个，是约讷省规模最大的公立综合性医院。

### 住房
2020年，沙布利境内共有各类住房1,370套，其中77.2%为独立式住宅，22.6%为集中式住宅。常住房屋占沙布利市镇范围内居民建筑总量的74.9%。
在住房保障政策方面，2022年，沙布利境内共有125户家庭获得了住房经济补助，受益人数占总人口数量的5.8%，其中137份为房租补助。

### 商业
2021年，沙布利境内共有各类实体商铺71家，其中餐厅9家、大型超市1家、杂货店3家、面包房3家、肉铺2家、书店1家、银行门店5家、美容美发店6家、汽车维修店7家。沙布利镇中心西侧建有一家Intermarché超市。

### 体育
2021年，沙布利境内共有1间体育馆、1座综合体育场、3处网球场、1处马术场、2处足球或橄榄球场以及1处篮球或排球场。
截至2024年7月，沙布利体育联盟（AS Chablis，编号522502）是沙布利境内唯一的一家注册足球俱乐部，其主队2024至2025赛季参加约讷省足球联赛甲组（法国第九级别），其主场为居伊·鲁球场（Stade Guy Roux）。

### 环境
沙布利的环境事务由其所属的沙布利村落和土地市镇公共社区联合各级政府协调负责。2021年，沙布利境内暂无污染企业。

### 治安
2021年，沙布利市镇范围内共有1处宪兵队。
沙布利及其附近的共159个市镇是欧塞尔国家宪兵队（zone gendarmerie d'Auxerre）的管辖范围。2020年，该宪兵队累计记录各类案件3,583起，其中盗窃类案件1,517起，经济类案件897起，毒品交易类案件214起。

## 文化

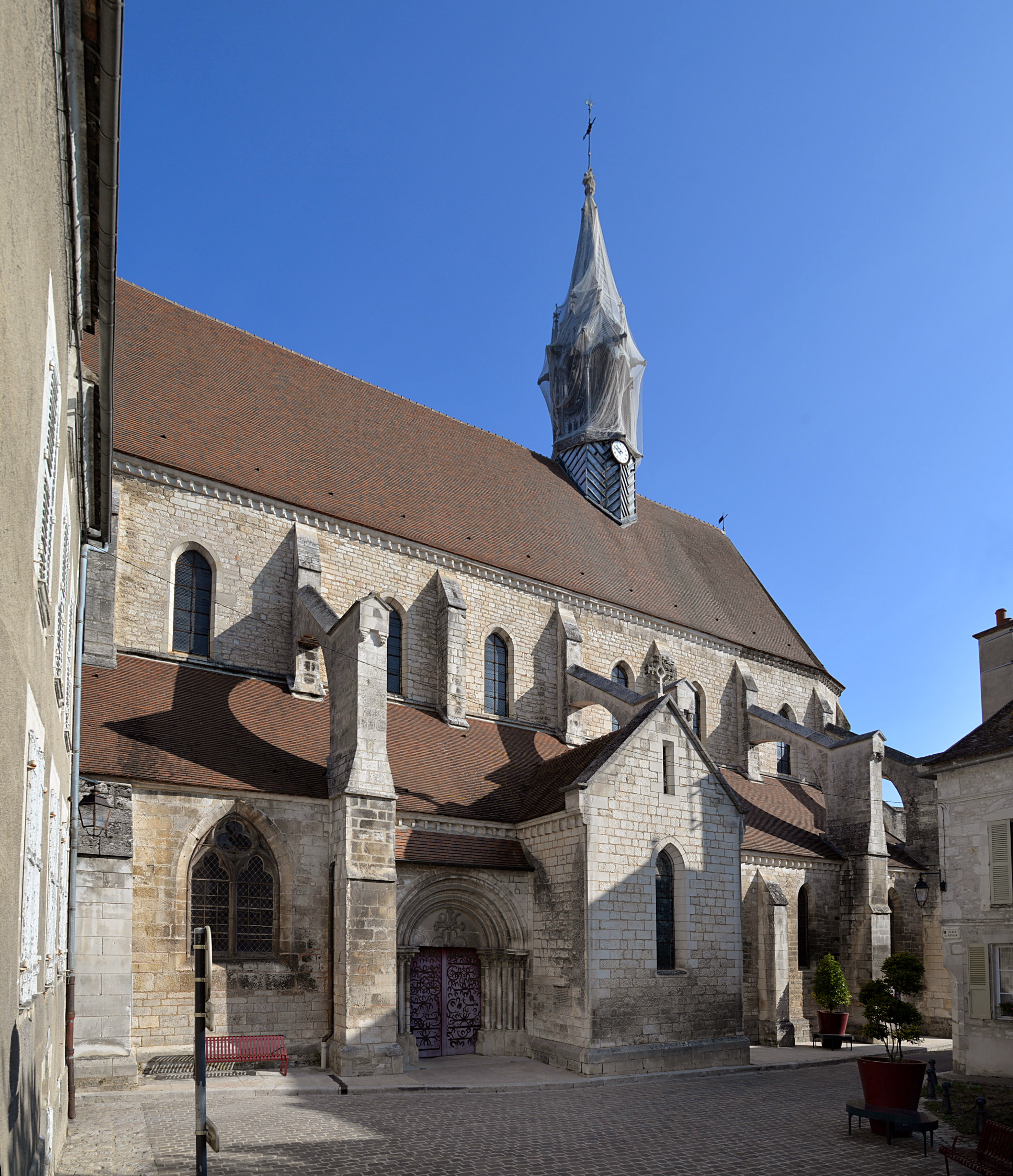
圣马丁教堂

2021年，沙布利境内暂无任何文化设施。沙布利境内建有市政多媒体中心（Bibliothèque municipale），每周三、四、六向公众开放。

### 建筑
沙布利境内有多处历史建筑，其中圣马丁教堂、犹太教堂、奥贝迪安塞里屋等为法国国家文物保护单位。

### 旅游
沙布利的旅游事务由其所属的沙布利村落和土地市镇公共社区联合各级政府协调负责。2023年，沙布利境内共有3家酒店共计71间房间；另有1个露营地，可容纳共43辆露营车。

### 媒体
法国主要的媒体均可在沙布利接收，法国电视三台下属的勃艮第-弗朗什-孔泰大区频道在部分时段播出沙布利所在约讷省的地方新闻。《约讷省共和报》、蓝色法兰西欧塞尔广播、震动广播等是当地主要的地方性媒体。

### 葡萄酒

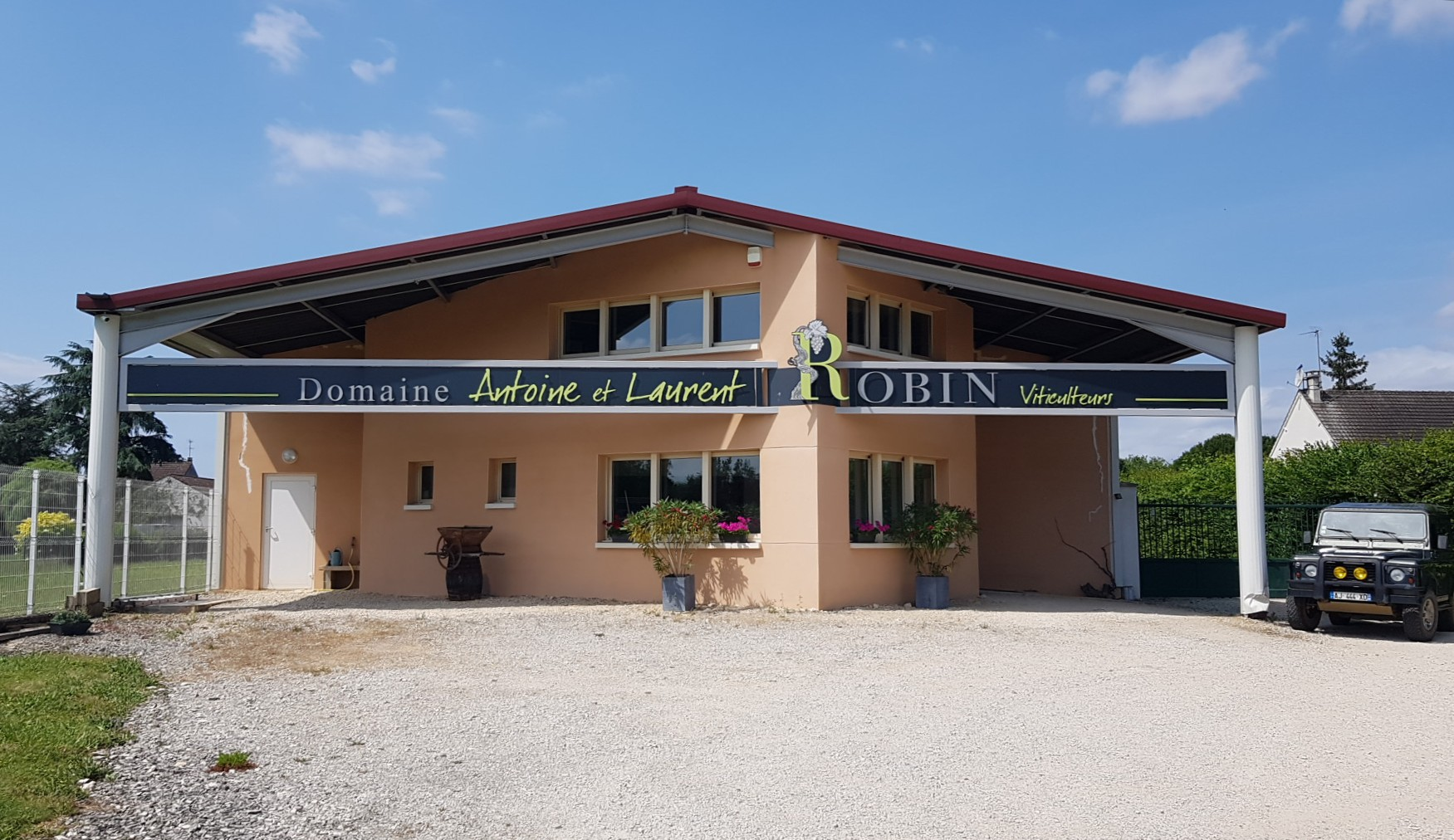
沙布利的一处酒庄

沙布利因沙布利白葡萄酒而闻名，后者于1938年获得原产地命名控制（AOC）。

## 友好城市
截至2024年7月，沙布利共与两座城市建立了友好城市关系：
- 德国 Oberwesel
- 比利时 费里耶尔